# Municipio de Brandywine (condado de Hancock)
El municipio de Brandywine (en inglés: Brandywine Township) es un municipio ubicado en el condado de Hancock en el estado estadounidense de Indiana. En el año 2010 tenía una población de 2392 habitantes y una densidad poblacional de 38,1 personas por km².

## Geografía
El municipio de Brandywine se encuentra ubicado en las coordenadas 39°43′17″N 85°46′34″O / 39.72139, -85.77611. Según la Oficina del Censo de los Estados Unidos, el municipio tiene una superficie total de 62.79 km², de la cual 62.77 km² corresponden a tierra firme y (0.04%) 0.02 km² es agua.

## Demografía
Según el censo de 2010, había 2392 personas residiendo en el municipio de Brandywine. La densidad de población era de 38,1 hab./km². De los 2392 habitantes, el municipio de Brandywine estaba compuesto por el 97.83% blancos, el 0.17% eran afroamericanos, el 0.04% eran amerindios, el 0.63% eran asiáticos, el 0.04% eran isleños del Pacífico, el 0.04% eran de otras razas y el 1.25% pertenecían a dos o más razas. Del total de la población el 2.22% eran hispanos o latinos de cualquier raza.